# Babes in Toyland (banda)
Babes in Toyland foi uma banda norte-americana de punk rock, formada em 1987 na cidade de Minneapolis, estado de Minnesota. Entre 1989 e 1995, a banda gravou três álbuns de estúdio, que foram associados com o estilo grunge. Seus membros foram Kat Bjelland (vocalista líder e guitarra), Lori Barbero (baterista) e Michelle Leon (baixista), que, mais tarde, em 1992, acabou sendo substituída por Maureen Herman. Em agosto de 2014, Babes in Toyland anunciou que elas estariam se reunindo.

## História

### 1987-1991: Formação e primeiros anos
Babes em Toyland se formou em 1987, depois que a atriz Kat Bjelland conheceu a baterista Lori Barbero, no churrasco de um amigo. Originalmente de Woodburn (Oregon) e ex-residente de San Francisco, Bjelland tinha se mudado para Minneapolis, para formar uma banda. Durante os meses seguintes, Bjelland convenceu Lori Barbero a tocar bateria e formou Babes em Toyland no inverno de 1987. Em sua formação inicial em 1987, além de Bjelland e Barbero, a banda incluiu Kris Holetz no baixo e cantora Cindy Russell. Após as partidas de Holetz e Russell, acredita-se que a banda tenha integrado brevemente a amiga e ex-companheira de banda da Pagan Babies de Bjelland, Courtney Love no baixo. No entanto, durante uma entrevista em março de 2015 para Andrea Swensson do The Current, as integrantes do Babes Em Toyland confirmaram que Love nunca tocou na banda, com Barbero afirmando: "Ela viveu em minha casa e uma vez eu acho que quando estávamos ensaiando, ela veio para o baixo e provavelmente tenha usado aquilo para entrar, mas nós queríamos mesmo era que ela "saísse dali".
Michelle Leon foi integrada como baixista. Notou-se que várias canções do álbum de estreia do Babes In Toyland, compartilharam letras e versos com várias músicas do Hole, principalmente os primeiros singles do Hole, incluindo b-sides de "Retard Girl" e "Dicknail". Acredite-se que Courtney Love e Bjelland, tinham escrito as canções em seus trabalhos anteriores, mas na verdade, Bjelland foi a única compositora das faixas, sendo confirmado por amigos próximos de Bjelland e Love, que conheciam as duas na época.
A banda alcançou sua notoriedade inicial através da imagem de "boneca" criada por Bjelland, às vezes referida como "garota meiga", que contrastava dramaticamente com o poder bruto de sua voz cantanda e suas letras agressivas. Depois de vários shows ao vivo em 1988, a banda lançou seu primeiro single, "Dust Cake Boy", através do clube de singles do Sub Pop Records em 1989. Como o single alcançou sucesso no underground significativo, Babes in Toyland entrou no estúdio em 1989, para gravar seu álbum de estreia. Originalmente intitulado Swamp Pussy, Spanking Machine foi gravado com o produtor Jack Endino no Seattle's Reciprocal Recording e lançado em abril de 1990 pela Twin/Tone Records.
Bjelland se apresentou com Babes em Toyland em Paris, França em turnê com Sonic Youth em 1991. Outras bandas interessadas na cena musical alternativa, principalmente Sonic Youth, eram fãs do álbum, tanto que Thurston Moore, da Sonic Youth, convidou a banda para tocar na "Sonic Youth's European Tour 1990", para promover seu mais recente álbum, Goo. A banda também se apresentou ao lado de Sonic Youth, no Reading Festival de 1991, que foi filmado para o documentário musical de Dave Markey, "1991: The Year Punk Broke".
O DJ britânico John Peel também foi fã do álbum, citando-o como seu "álbum favorito de 1990". Durante a turnê da banda com Sonic Youth em 1990, Babes in Toyland gravou uma sessão de rádio para John Peel, uma das muitas Peel Sessions. A banda também fez uma segunda sessão com Peel em 1991 e as sessões foram lançadas com o título de The Peel Sessions, o segundo EP da banda em 1992. O primeiro EP da banda, To Mother, foi composto de sobras do álbum Spanking Machine e foi lançado em 1990, onde recebeu aclamação por parte dos críticos que elogiaram. Nas paradas independentes o álbum permaneceu por lá, por treze semanas, até que o EP alcançou a posição de número um.
A banda foi descrita no livro "Babes in Toyland: Making and Selling of a Rock and Roll Band" (ISBN 0812920589), de Neal Karlen, jornalista do New York Times e da revista Rolling Stone.

### 1992-1995:Fontanelle,Nemesisterse sucesso mainstream
Depois de turnê em 1991, a banda entrou no estúdio pela segunda vez para gravar o seu segundo álbum depois de Spanking Machine. A baixista Michelle Leon deixou o grupo no início de 1992, pouco depois da morte de seu namorado, Joe Cole. Maureen Herman foi colocada como sua substituta. Com esta nova formação, o segundo álbum de estúdio Fontanelle foi gravado em Cannon Falls, Minnesota e lançado em 1992, vendendo cerca de 200.000 cópias nos Estados Unidos sozinho. A canção principal no álbum, "Bruise Violet", é dito ser um ataque a Courtney Love. A faixa que incluía as letras, "Você vê as estrelas através olhos preenchidos por mentiras, Você inventa suas histórias a partir das minhas". No entanto, em uma entrevista mais recente, Bjelland negou isso, dizendo em vez disso que "Violet" era o nome de uma musa para ela e para o Amor. O videoclipe da canção foi mostrado no Beavis and Butt-Head, onde a banda foi descrita como "garotas" que são "legais". O vídeo de "Bruise Violet", foi filmado no loft SoHo, da fotógrafa Cindy Sherman, que também aparece no clipe como sósia de Bjelland. As fotos de Sherman aparecem nas capas de Fontanelle e Painkillers e as imagens foram recriadas em estandartes com permissão da artista.
Em 1993, a banda foi escolhida para participar da turnê Lollapalooza daquele ano, tocando ao lado de artistas como Primus, Alice in Chains, Dinosaur Jr. e Rage Against the Machine. Durante as apresentações no Lollapalooza, a banda lançou seu terceiro e último EP, Painkillers, em junho de 1993, que foi uma re-gravação de uma de suas canções mais notáveis "He's My Thing", assim como sobras do Fontanelle.
A banda foi o tema do livro de 1994, Babes in Toyland: The Making and Selling of a Rock and Roll Band por Neal Karlen, que tratou da assinatura da banda para a Warner e a gravação de Fontanelle. Bjelland descreveu o livro como sendo "como caricaturas de nós", enquanto Herman disse que Karlen "seria um grande escritor de ficção". A banda também apareceu no documentário de 1995 Not Bad for a Girl.
Em 8 de abril de 1994, Babes in Toyland apresentou um show benefícente no Rock Against Domestic Violence, com 7 Year Bitch e Jack Off Jill em Miami no Cameo Theatre, o vocalista do Nirvana, Kurt Cobain, Tinha sido encontrado morto em sua casa de Seattle. Por volta da mesma época, a banda apareceu na capa do Entertainment Weekly e foi referenciada em um episódio do sitcom Roseanne, bem como em um episódio de Absolutely Fabulous.
Mais de um ano depois, em maio de 1995, a banda lançou seu último álbum de estúdio, Nemesisters. Embora recebendo críticas mistas, a banda descreveu o álbum como "diverso", "experimental" e "espontâneo" e que o processo de gravação era "muito diferente", já que a banda estava trabalhando sob pressão. As excursões para o álbum ocorreram em toda a Europa, notavelmente com uma data no Festival de Roskilde na Dinamarca, Estados Unidos e Austrália.

### 1996–2001: Saída de Herman, Katastrophy Wife e separação
A banda perdeu o contrato com sua gravadora quando Herman deixou a banda devido a problemas no quadril em 1996. Dana Cochrane, anteriormente da banda Mickey Finn, tocou baixo com a banda em shows ao vivo entre 1996 e 1997. A baixista original Michelle Leon, se reuniu brevemente a banda por um curto período em 1997, quando Babes em Toyland estavam planejando a liberação de um quarto álbum de estúdio. Em 1998, a banda foi creditada com a música Overtura: Astroantiquity/Attacatastrophy, no CD Songs of the Witchblade: A Soundtrack to the Comic Book, que Bjelland co-produziu. Bjelland e Barbero tocaram com uma nova baixista, Jessie Farmer, em 2000.
No entanto, um ano antes, Bjelland tinha formado uma nova banda, Katastrophy Wife, que parecia substituir o Babes em Toyland como seu principal projeto musical. Babes in Toyland realizou um show de reunião chamado "The Last Tour", em 21 de novembro de 2001, que foi lançado como um álbum ao vivo chamado Minneapolism, este não foi apenas o último show do Babes in Toyland, mas também o último lançamento oficial. Bjelland tocou em vários shows na Europa em 2002, sob o título de Babes in Toyland com uma nova baterista e baixista da banda britânica Angelica, no entanto, Bjelland parou de usar o nome depois de Barbero e Herman ameaçarem tomar medidas legais.

### 2014–17: Retorno

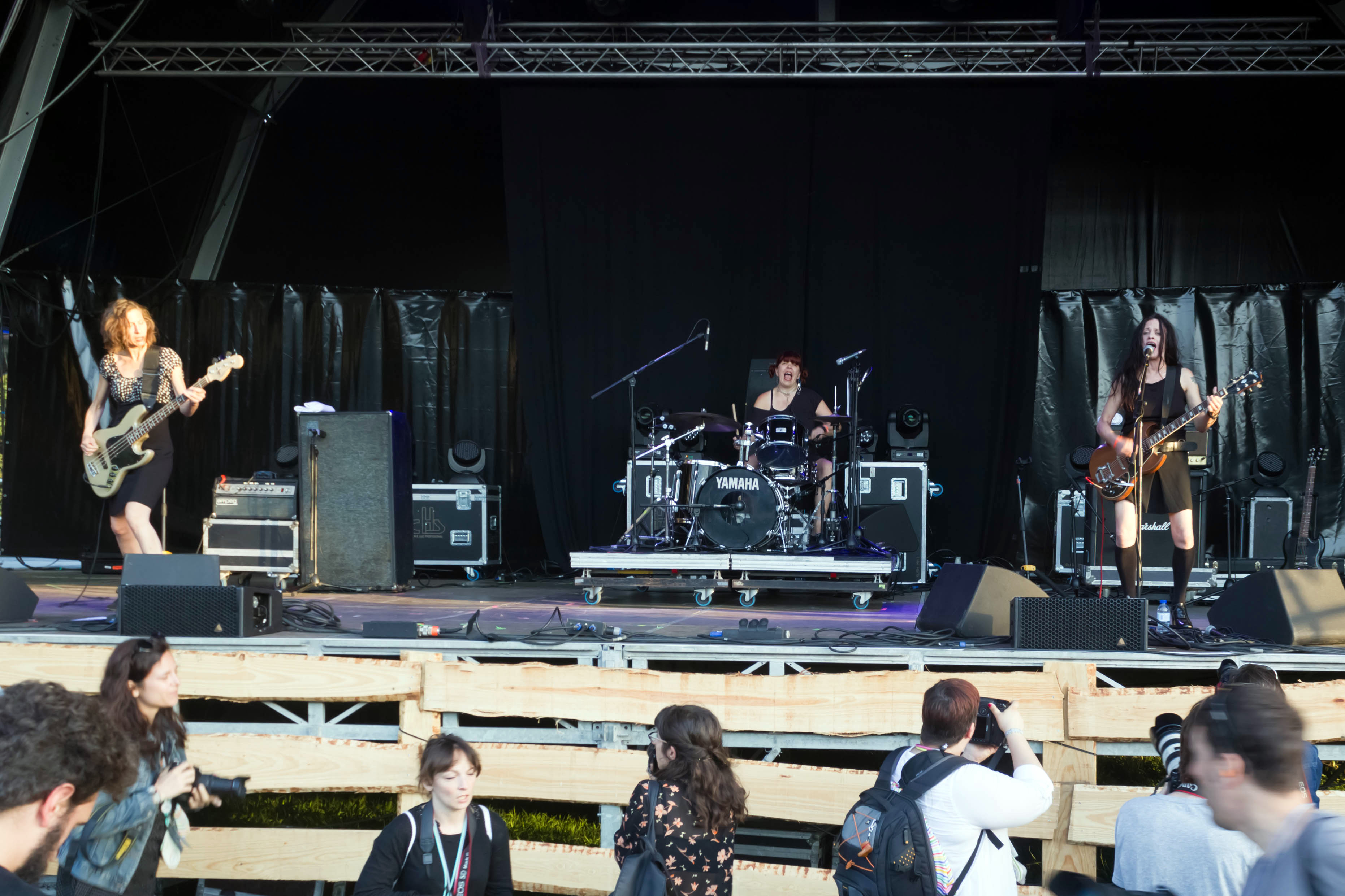
A banda tocando no NOS Primavera Sound 2015 no Porto

Em uma entrevista com Lancer Radio na Colégio de Pasadena em 26 de julho de 2014, Kat Bjelland e Maureen Herman confirmaram que elas estavam voltando juntas a escrever um novo material e fazer shows. Fizeram seu primeiro show de reunião em Pioneertown, Califórnia no palácio de Pioneertown de Pappy e de Harriet em 10 de fevereiro de 2015. Fizeram seu segundo show no The Roxy Theatre em Los Angeles, Califórnia, em 12 de fevereiro de 2015. Foram abertas por Tom Morello do Rage Against The Machine, que lembrou sobre suas experiências de shows com a banda no Lollapalooza em 1993. Os outros convidados do show incluem Patty Schemel, Eric Erlandson, Brody Dalle e Donita Sparks. Em Minneapolis, onde a banda se formou, o trio tocou no gramado do Walker Art Center, para os dois dias do Rock the Garden, de 20 a 21 de junho de 2015.
Em agosto de 2015, a baixista Maureen Herman foi demitida da banda, por razões originalmente não especificadas. Em dezembro de 2015, Herman revelou que a razão pela qual ela tinha sido convidada a deixar a banda era devido a um artigo que ela havia escrito para o site Boing Boing, sobre o assédio sexual sofrido pela baixista Jackie Fox da banda Runaways, pelo empresário Kim Fowley em 1975 e a negação de Joan Jett ao ter testemunhado isso. Herman disse que por causa das relações comerciais de Barbero com Jett, ou seja, Barbero produziu um álbum para uma banda, dentro da gravadora da Jett, Blackheart Records. Herman foi expulsa da banda, pois Barbero acreditava que ela estava prejudicando futuros negócios entre ela e Jett. Babes In Toyland fez seu último show e se separou novamente em 2017. Em maio de 2020, falando no podcast Conan Neutron's Protonic Reversa, Barbero disse que havia muitas poucas chances de futuras reuniões da banda.

## Membros
- Kat Bjelland – vocal principal, guitarra (1987–2001, 2014–presente)
- Lori Barbero – bateria, vocal de apoio (1987–2001, 2014–presente)
- Clara Salyer – baixo (2015–presente)

### Ex-membros
- Maureen Herman - guitarra (1992-1996, 2014–2015)[27]
- Jessie Farmer - baixo (1997–2001)
- Michelle Leon - baixo (1987-1992)
- Cindy Russell - vocal[4] (1987)
- Kris Holetz - baixo[4] (1987)

Linha do tempo

## Discografia
- Spanking Machine (1990)
- Fontanelle (1992)
- Nemesisters (1995)